# Smorodzk
Smorodzk (ukr. Смородськ, Smorodśk) – wieś na Ukrainie, w obwodzie rówieńskim, w rejonie sarneńskim, w hromadzie Milacze. W 2001 liczyła 695 mieszkańców, wśród których 688 wskazało jako ojczysty język ukraiński, 2 rosyjski, a 5 białoruski.
W okresie międzywojennym wieś znajdowała się w granicach II RP, wchodząc w skład gminy Stolin w powiecie stolińskim, w województwie poleskim.